# إدوارد مورلي
إدوارد مورلي (بالإنجليزية: Edward W. Morley) (و. 1838 – 1923 م) هو فيزيائي، وكيميائي، وأستاذ جامعي من الولايات المتحدة الأمريكية . ولد في نيوآرك (نيو جيرسي) . وكان عضواً في الأكاديمية الأمريكية للفنون والعلوم .

## التعليم
تعلم في كلية ويليامز، وجامعة كيس وسترن ريسرف

## مناصب وهيئات
أدار جامعة كيس وسترن ريسرف.

## جوائز
حصل على جوائز منها:
- وسام إليوت كريسون  [لغات أخرى]‏
- جائزة جيبس ويلارد [الإنجليزية]‏.

## روابط خارجية
- إدوارد مورلي على موقع الموسوعة البريطانية (الإنجليزية)